# Sesioidea
Sesioidea es una superfamilia  de lepidópteros glosados del clado Ditrysia. Las oruga de Sesiidae y Castniidae se alimentan en el interior de las plantas y es posible que sean taxones hermanos. mientras que algunas de las orugas de Brachodidae se alimentan en la superficie de las hojas. A su vez la superfamilia Sesioidea es considerada el clado hermano de Cossoidea cuyas orugas también se alimentan internamente.

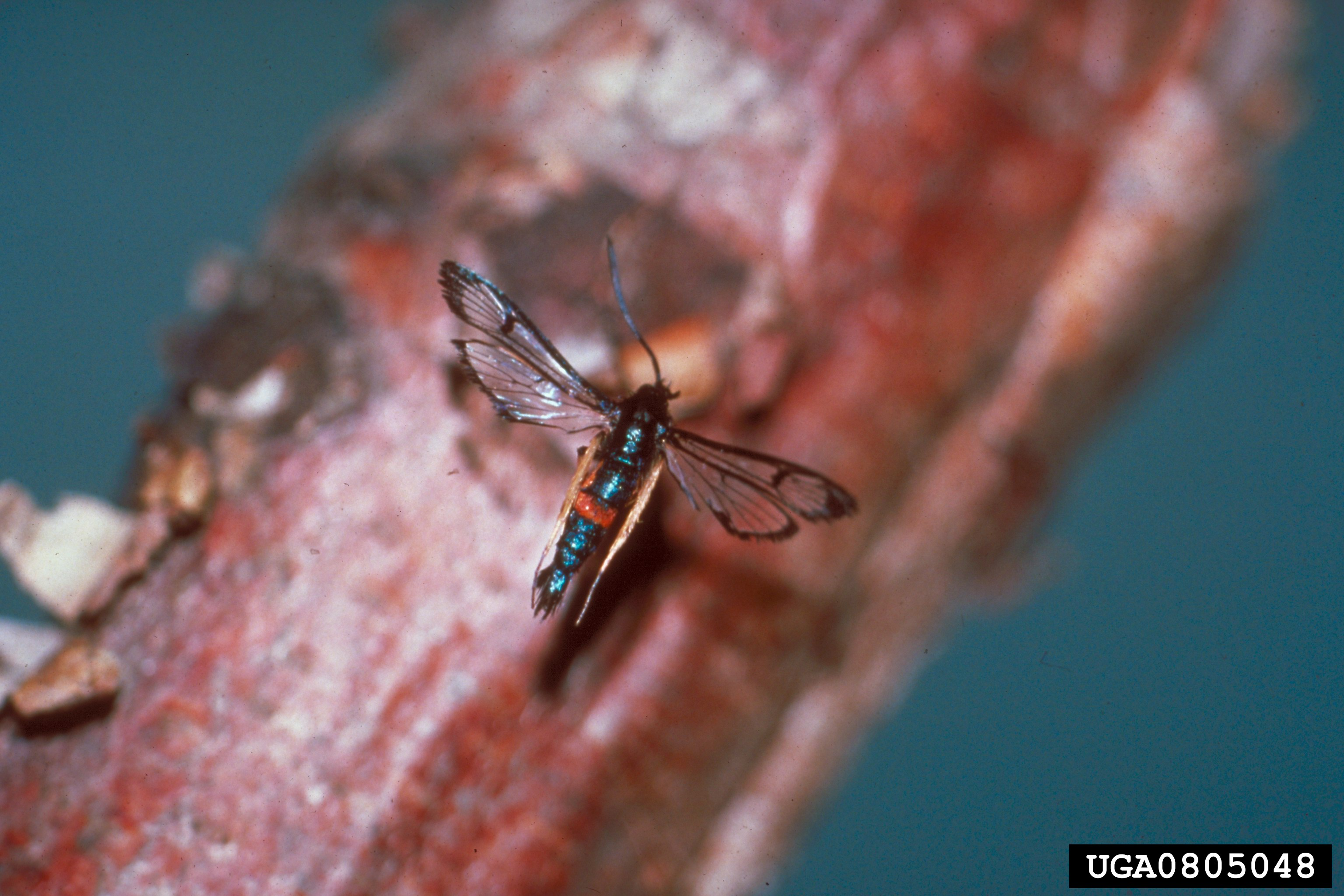
Synanthedon culiciformis